# چاه فرش
چاه فرش یک روستا در ایران است که در دهستان کلاته‌های شرقی واقع شده‌است. این روستا تا اوایل دهه نود خورشیدی یکی از روستاهای دهستان فرومد در بخش مرکزی شهرستان میامی  بوده است.

## جمعیت
چاه فرش ۲۰۸ نفر جمعیت دارد.